# Cicurina hexops
Cicurina hexops là một loài nhện trong họ Dictynidae.
Loài này thuộc chi Cicurina. Cicurina hexops được Ralph Vary Chamberlin & Wilton Ivie miêu tả năm 1940.